# لايمان برادفورد سميث
لايمان برادفورد سميث (1904-1997) (بالإنجليزية: Lyman Bradford Smith)‏ هو عالم نبات أمريكي.